# Claoxylon wallichianum
Claoxylon wallichianum är en törelväxtart som beskrevs av Johannes Müller Argoviensis. Claoxylon wallichianum ingår i släktet Claoxylon och familjen törelväxter. Inga underarter finns listade i Catalogue of Life.